# Monstrous Regiment Theatre Company
Monstrous Regiment Theatre Company è una compagnia teatrale britannica femminista fondata nel 1975. Monstrous Regiment ha messo in scena 30 spettacoli il cui focus principale era rappresentato dalle vite e dalle esperienze di donne. Guidate dalla performance e organizzate in modo collettivo, il loro lavoro spicca negli studi sul teatro femminista in Gran Bretagna negli anni Settanta e Ottanta del Novecento. Le produzioni si sono interrotte nel 1993, quando è venuto meno il supporto finanziario dell'Arts Council of Great Britain.

## Storia
Il nome della compagnia si riferisce ironicamente al titolo di un pamphlet del XVI secolo, The First Blast of the Trumpet Against the Monstruous Regiment of Women (Il primo squillo di tromba contro il mostruoso governo delle donne) di John Knox. In reazione allo stato di marginalità e alla rappresentazione stereotipata delle donne che osservavano nel teatro dell'epoca, i suoi membri fondatori decisero di creare un'alternativa radicale che fornisse opportunità serie alle donne come attrici, scrittrici, registe, designer e tecniche. Tra le fondatrici, tre sono rimaste in attività lungo tutto il corso della storia della compagnia: Chris Bowler, Gillian Hanna e Mary McCusker. Insieme a Katrina Duncan, esse hanno costituito il consiglio direttivo dell'ancora esistente compagnia sin dall'inizio degli anni Novanta. Gli uomini non erano esclusi dalla compagnia, ma le donne erano predominanti sul palco e dietro le quinte.
Con l'impegno di promuovere nuove drammaturghe e portare a termine le collaborazioni con le scrittrici ingaggiate, la Monstrous Regiment ha esplorato una varietà di forme e generi teatrali, compresi il teatro epico, il cabaret e la performance art, con produzioni che hanno spaziato da piéce d'ensemble a larga scala a one-woman show. Per molti spettacoli parte integrante era rappresentata da musica scritta appositamente ed eseguita dal vivo. Nonostante il proprio impeto femminista e politico (socialista), le opere della compagnia erano essenzialmente teatrali, piuttosto che incentrate sui temi o di natura propagandistica alla agitprop.

## Archivi
Insieme ad altre compagnie femministe come il Women's Theatre Group, la Monstrous Regiment ha contribuito al più generale sviluppo del teatro alternativo emerso in Gran Bretagna dopo il Sessantotto, con una proliferazione di compagnie itineranti per nuovi pubblici. Il progetto Unfinished Histories, ancora in corso, rappresenta una ricca fonte di informazioni su queste compagnie, compresa la Monstrous Regiment. Un resoconto dello sviluppo della compagnia, con i testi di quattro spettacoli, è presente in un'introduzione editoriale di Monstrous Regiment: A Collective Celebration, a cui hanno contribuito molti membri del gruppo.
Gli archivi della compagnia (comprensivi di registrazioni degli incontri, fotografie di scena, locandine e volantini, bozzetti, copioni annotati) sono ospitati nei Theatre and Performance Archives del Victoria and Albert Museum; in precedenza si trovavano nella Women's Library della London School of Economics. Nel 2019 è stato inaugurato il sito ufficiale della compagnia, utilizzando materiale d'archivio per documentare e illustrare la storia e i risultati della Monstrous Regiment.